# Josep Gombau
Josep Gombau Balague (* 5. Juni 1976 in Amposta, Spanien) ist ein spanischer Fußballtrainer.

## Leben und Karriere
Seine ersten Schritte im Fußballbereich machte Gombau als Torwart auf dem Feld. Im Alter von 16 Jahren hängte er allerdings die eigene Spielerkarriere an den Nagel und wurde Trainer. Nachdem er die Jugendmannschaften von CF Amposta und Espanyol Barcelona trainierte, wechselte er im Jahr 2003 als Trainer in die Jugendakademie des FC Barcelona. 2008 wurde er technischer Direktor der FCB Escola, eine Fußball-Akademie des FC Barcelona in Dubai.
Im Jahr 2009 wurde er neuer Trainer von Kitchee SC, der in der ersten Liga Hongkongs spielt. Unter Gombau gewann Kitchee zwei Meisterschaften, zwei FA Cups und einen Ligapokal.
Am 30. April 2013 wurde bekannt, dass Gombau Kitchee verlassen wird, um Adelaide United in der australischen A-League zu trainieren. Er unterschrieb dort einen Vertrag über zwei Jahre. Eine seiner ersten Amtshandlungen war die Verpflichtung seiner beiden Landsleute Sergio Cirio und Isaías Sánchez, die zuvor beide in der Jugendakademie des FC Barcelona gespielt hatten.